# Helman Mkhalele
Helman Mkhalele (né le 20 octobre 1969 à Johannesbourg) est un footballeur sud-africain. 

## Biographie
Surnommé « Midnight Express », il joue au poste de milieu de terrain. Il totalise 66 sélections et 8 buts en équipe d'Afrique du Sud entre 1994 et 2001. Il a notamment remporté la Coupe d'Afrique des Nations 1996 et disputé une finale lors de la CAN 1998 et a pris part aux trois premiers matchs de l'Afrique du Sud dans une phase finale de coupe du monde lors de France 98.
Après avoir passé plusieurs années dans le championnat turc dans des clubs de second rang, il est revenu en 2005 dans le club de ses débuts, le Jomo Cosmos.

## Clubs
- Jomo Cosmos (1991-1993)
- Orlando Pirates
- Kayserispor
- Ankaragücü
- Göztepe
- Malatyaspor
- Jomo Cosmos (2005-....)